# Megachile chrysopogon
Die Art  Megachile chrysopogon  gehört innerhalb der Gruppe der Bienen zur Gattung der Mörtel- und Blattschneiderbienen. Sie ist eine solitär lebende Biene. Die Art wurde im ehemaligen Belgisch-Kongo (heute Demokratische Republik Kongo) von Dr. Sheffield Neave entdeckt und wissenschaftlich im Jahr 1910 von dem französischen Politiker und Bienenforscher Joseph Vachal erstmals beschrieben.

## Merkmale
Die beiden großen Untergruppen der Gattung Magachile werden als Mörtelbienen und Blattschneiderbienen bezeichnet, es gibt aber auch Übergangsformen. Megachile chrysopogon wird den Mörtelbienen zugeordnet. Ihre Mandibeln haben vier Zähnchen, aber kaum schneidenartig verbreiterte Flächen. Dadurch ist es den Weibchen nicht möglich, Blätter oder Gräser abzuschneiden, um sie beim Bau ihrer Brutzellen zu verwenden, wie das die Blattschneiderbienen tun. Die Zellen von Megachile chrysopogon bestehen ausschließlich aus Lehm und Steinchen.
Megachile chrysopogon ist mit einer Länge von rund 1 cm eine eher kleine Mörtelbiene. Die größte Megachile-Art Megachile pluto erreicht knapp 4 cm.

## Verbreitung
Diese afrikanische Mörtelbiene ist in Zentralafrika, Ostafrika und Südafrika beheimatet.

## Lebensweise
Megachile chrysopogon lebt solitär, es werden keine Staaten gebildet. Jedes Weibchen baut ein eigenes Nest aus Lehm und Steinchen. Dieses enthält einzelne Zellen, in denen sich die Larven entwickeln. Jedes Weibchen versorgt seinen Nachwuchs mit Pollen und Nektar, mit denen die Zellen vor der Eiablage befüllt werden.

## Taxonomie
Die Bienengattung Megachile umfasst eine sehr große Anzahl von Arten weltweit und wird in viele Untergattungen unterteilt. Megachile chrysopogon wird innerhalb der Gruppe der afrikanischen Arten zur Untergattung Paracella Michener, 1997 gezählt. 
Megachile candidicauda, erstmals wissenschaftlich im Jahr 1932 von Theodore Dru Alison Cockerell als eigene Art beschrieben, wurde 2013 mit Megachile chrysopogon synonymisiert, ebenso die von Cockerell beschriebenen Arten M. flavibasis, M. heterotricha, M. candidigena, M. neli, M. albofilosa und M. discretula sowie die von Pasteels eingeführten Arten M. rubeola und M. meesi.